# Fukasawa Hideyuki
Hideyuki Fukasawa (深澤 秀行 (Thâm Trạch Tú Hàng) 30 tháng 11 năm 1970, tại Tokyo, Nhật Bản) là một nhà soạn nhạc người Nhật. Ông thường xuyên làm việc với Capcom. Ông đã tham gia việc thực hiện trò chơi Onimusha 2 với vai trò quan trọng là trợ lý lập trình và kĩ thuật âm thanh của Tarō Iwashiro, nhà soạn nhạc nổi tiếng của trò chơi. Việc tham gia thực hiện trò chơi Chao Legion, trò chơi đối kháng hành động-phiêu lưu góc nhìn thứ ba của Capcom được phát hành năm 2002, đã giúp ông có được sự kính trọng từ những người hâm mộ trò chơi điện tử.

## Phong cách
Fukusawa sử dụng một phong cách rất khác biệt khi kết hợp nhiều loại nhạc với nhau như rock, heavy metal và nhạc Gothic. Nhịp điệu nhạc của ông biến đổi từ dàn nhạc giao hưởng đến thể loại nhạc như khiêu vũ, nghiêm trang, đen tối, huyền ảo và những cảm giác mạnh.

## Tác phẩm

### Trò chơi video
- Onimusha 2: Samurai's Destiny (2003) - Hỗ trợ kỹ thuật âm thanh, Iwashiro Tarō sáng tác chính
- Chaos Legion (2003) - Soạn nhạc[1]
- Onimusha: Dawn of Dreams (2006) - Sáng tác phần trong trò chơi, Jamie Christopherson sáng tác phần cắt cảnh
- Dragon Ball Z: Budokai Tenkaichi 2 (2006) - Sáng tác W Section, các sáng tác khác là của Mizutani Hiromi, Fujisawa Kenji, Arima Takanori, Makino Tadayoshi
- Mobile Suit Gundam: Target in Sight (2006)
- Monster Hunter Frontier (2007) - Soạn nhạc[1]
- Street Fighter IV (2009) - Soạn nhạc[1]
- Super Street Fighter IV (2010) - Soạn nhạc[1]
- Marvel vs. Capcom 3: Fate of Two Worlds (2011)
- Ultimate Marvel vs. Capcom 3 (2011)
- Street Fighter X Tekken (2012)
- Mahōtsukai no Yoru (2012) - Soạn nhạc chính, các sáng tác khác của KATE, James Harris, và hil
- Ultra Street Fighter IV (2014)
- Street Fighter V (2016) - Soạn nhạc, các sáng tác khác của Aoiki Masahiro, Kobayashi Keiki, Wakabayashi Takatsugu và Zac Zinger

### Anime
- Bakumatsu Kikansetsu Irohanihoheto (2006)
- You're Under Arrest: Full Throttle (2007) - Soạn nhạc chính, các sáng tác khác của Masala Nishid
- Yatterman (2008) - Đồng soạn thảo, Yamamoto Masayuki sáng tác chính
- Fullmetal Alchemist: The Sacred Star of Milos (2011) - Đồng soạn thảo, Iwashiro Tarō sáng tác chính
- Vividred Operation (2013)[2]
- The Flowers of Evil (2013)
- Fate/stay night: Unlimited Blade Works (2014)[3]
- Katsugeki/Touken Ranbu (2017)[4]
- Learn with Manga! Fate Grand/Order (2018)
- Fate/Grand Order - Divine Realm of the Round Table: Camelot (2020–21) -  Đồng soạn thảo, Haga Keita sáng tác chính[5]
- Orient (2022)[6]